# Scheepswerf & Machinefabriek Stallinga

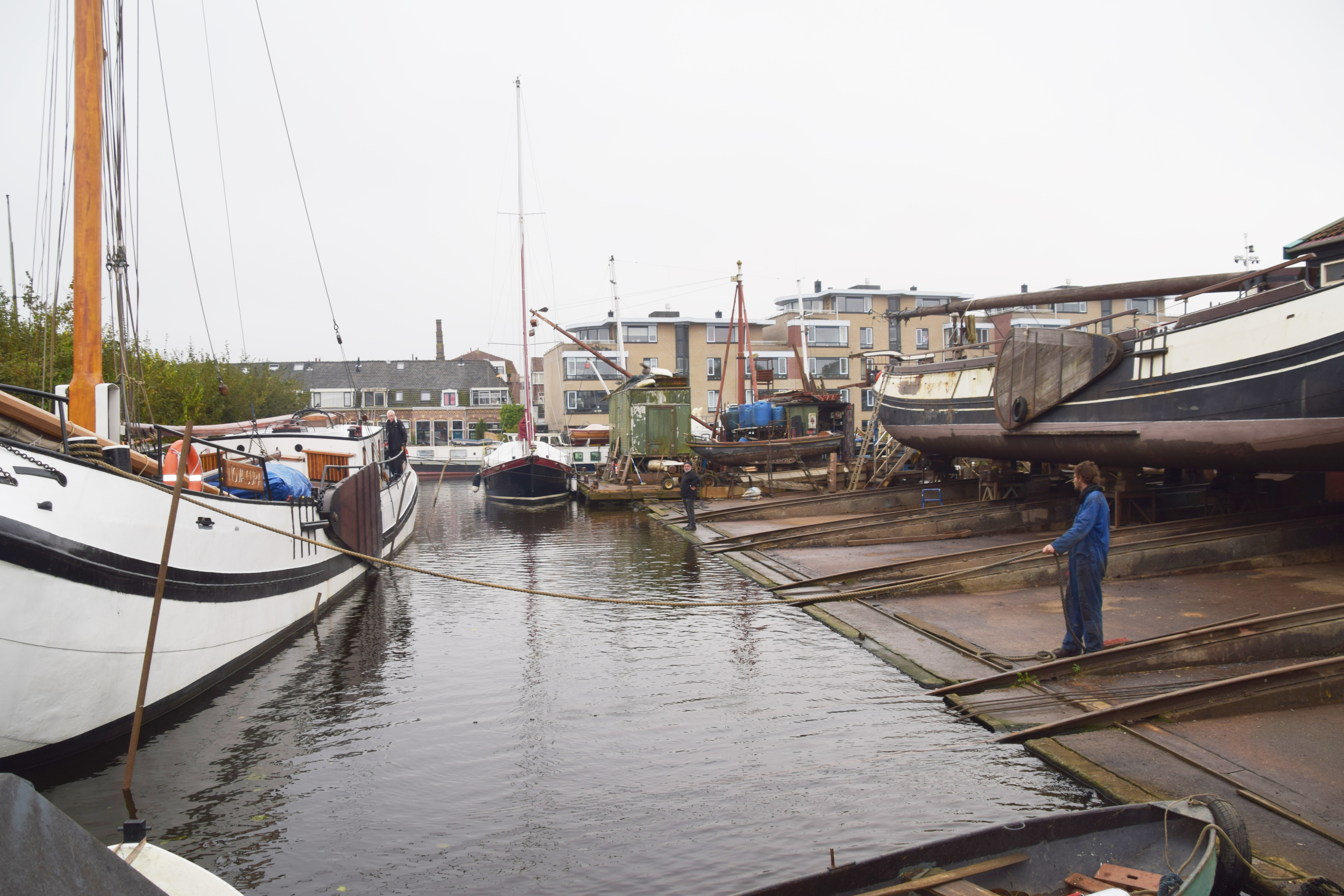
De NOVA CURA voor de helling

Scheepswerf & Machinefabriek Stallinga werd 20 juni 1922 opgericht door de gebroeders G. (Gerardus) en A.J. (Adriaan) Tijssen als Scheepswerf De Hoop. Het bedrijf was toen al gelegen op de splitsing van Oude Rijn en Nieuwe Rijn op het Waardeiland langs de Nieuwe Rijn in Leiden, dat daar het Utrechts jaagpad werd genoemd. De eerste loods werd gebouwd in 1924 en is met veel van het oorspronkelijke gereedschap, het eerste kantoortje en de dwarshelling nog steeds in gebruik als onderdeel van de huidige werf.
Tot de Tweede Wereldoorlog werden er boerenvaartuigen zoals de Leidse vlet (roeivlet) gebouwd, maar ook werkvletten en baggerschuitjes. Daarnaast werden er ook zogenaamde groentejagers met westlandse maten (21 x 3,85 en 35 tot 45 ton), diverse kleivletten en opduwers gebouwd. Vanaf 1925 tot de oorlog ook binnenvaartschepen tot 100 ton, en sleepboten. Rond 1940 ging de werf verder onder de naam Gebroeders Tijssen. Volgens het Regionaal Archief Leiden wordt Tijssen zonder H achter de T geschreven.
Na de oorlog heeft de werf zich voornamelijk toegelegd op het ombouwen van tjalken en dekschuiten tot woonboot. In de jaren 50 kwamen er weer meer opdrachten voor de bouw van nieuwe schepen, waaronder vuilschuimertjes voor de gemeente. Diverse tjalken en klippers zijn daar tussendoor verbouwd tot pleziervaartuig. Schepen konden gehellingd worden op een langshelling van 20 meter. In 1955 werd de dwarshelling verlengd tot 32 meter.
In 1963 werd de werf overgenomen door zoon W.C. (Willem) Tijssen. Wegens gebrek aan een opvolger werd de werf in 1984 verkocht aan H.J. (Henk) Hijdra. In de jaren 90 ontwierp Henk Hijdra een aantal lemsteraken, die ook door hem zijn gebouwd.
In 1990 werd de werf vervolgens verkocht aan Dirk Kloos. Onder de eigenaren Henk Hijdra en Dirk Kloos werd nog de naam Scheepswerf Tijssen gevoerd.
Dirk Kloos werkte later vaak samen met Hoek Design. Diverse lemsteraken, die door Dirk Kloos waren gebouwd, werden door Hoek Design ontworpen.
27 november 1997 kocht Ton Stallinga de scheepswerf & Machinefabriek. De werf richtte zich daarna voornamelijk op de pleziervaart. Scheepswerf Stallinga heeft ook ronde en platbodemjachten gebouwd. In 2002 nog een 15 meter lange schokker, ontworpen door B. de Vaan.